# David Müller (Fußballspieler, 1984)
David Müller (* 22. Dezember 1984 in Leverkusen) ist ein deutscher Fußballspieler.

## Karriere
David Müller begann seine Laufbahn in der Jugendabteilung des 1. FC Köln, bevor er im Jahr 1999 zum rheinischen Nachbarn Bayer 04 Leverkusen wechselte. Dort spielte er bis 2005, davon zwei Jahre in der Amateurmannschaft, ehe er zur zweiten Mannschaft des FC Schalke 04 stieß, für die er 28 Partien in der Oberliga Westfalen absolvierte. Anschließend stand Müller ein Jahr beim Viertligisten TuRU Düsseldorf im Kader, wo er auch regelmäßig zum Einsatz kam. Im Jahr 2007 wurde der Mittelfeldspieler von Rot-Weiß Oberhausen verpflichtet und spielte zunächst ein Jahr in insgesamt 35 Begegnungen in der Regionalliga. Nach dem Aufstieg gab er sein Zweitligadebüt am 1. Spieltag der Saison 2008/09 gegen TuS Koblenz. Im weiteren Hinrundenverlauf wurde er jedoch kaum noch berücksichtigt und spielte nur noch in 6 der 17 Spiele. Daraufhin wechselte er im Januar 2009 zum VfR Aalen. Mit dem Abstieg des VfR am Ende der Saison in die viertklassige Regionalliga Süd wurde aber sein Vertrag unwirksam, Müller war seitdem vereinslos.
Zu Beginn der Saison 2009/10 wechselte Müller zum NRW-Ligisten Sportfreunde Siegen. Im Januar 2010 wechselte er zum TSV Germania Windeck. Nachdem Windeck in der NRW-Liga keine Lizenz beantragte schloss Müller sich zur Saison 2011/12 dem Aufsteiger FC Viktoria Köln an. In 34 Spielen erzielte er 14 Tore und stieg mit der Viktoria als Meister in die Regionalliga West auf. Nach zwei weiteren Jahren in der Regionalliga verließ er Köln 2014 und wechselte zum Oberligisten SSVg Velbert. Mit Velbert stieg er 2015 ebenfalls in die Regionalliga auf und ein Jahr später wieder ab.

## Erfolge
- Aufstieg in die 2. Bundesliga: 2007/08 (Rot-Weiß Oberhausen)